# Chrysoclista linneella
Chrysoclista linneella là một loài sâu bướm của gia đình Agonoxenidae. Nó được tìm thấy ở hầu hết châu Âu, trong tất cả các nước Baltic và Fennoscandian, Anh, Hà Lan, Bỉ, Luxembourg, Đức, Ba Lan, Cộng hòa Séc, Slovakia, Hungary, Áo, Slovenia, Thụy Sĩ, Pháp, Tây Ban Nha, Ý, România, Nga, Thổ Nhĩ Kỳ và Ukraina. Hơn nữa, nó là một loài được giới thiệu ở Bắc Mỹ, nơi nó lần đầu tiên được báo cáo ở New York City vào năm 1928. Tại Hoa Kỳ có những báo cáo và hồ sơ từ các phần khác của bang New York, New Jersey, gần Boston, Massachusetts, Connecticut, và Vermont. Tại Canada, nó chỉ được biết đến từ Ontario và Nova Scotia.
Sải cánh dài 10–13 milimét (0,4–0,5 in). Con trưởng thành bay từ tháng 5 đến tháng 9.
Ấu trùng ăn Tilia. Chúng cuốn và ăn lá cây chủ.

## Hình ảnh

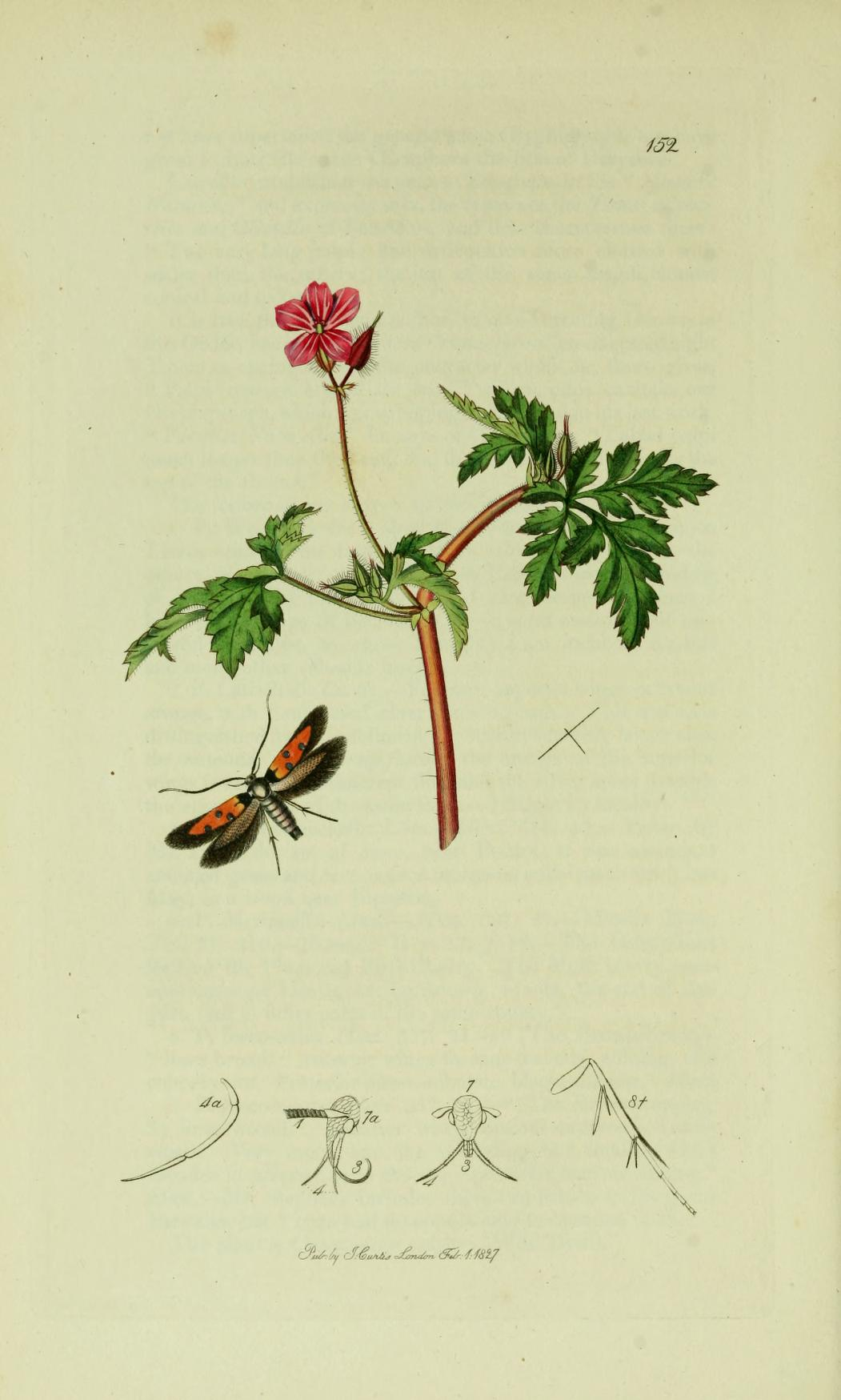